# Sergej Michajlovič Solov'ëv
Sergej Michajlovič Solov'ëv (in russo Сергей Михайлович Соловьёв?; Mosca, 17 maggio 1820 – Mosca, 16 ottobre 1879) è stato uno storico russo e padre del filosofo Vladimir Sergeevič, autore di una corposa storia della Russia dalle origini fino al 1774, intitolata Storia della Russia fin dai tempi più antichi (in russo История России с древнейших времен?, traslitterazione scientifica Istorija Rossii s drevnejšich vremën) e pubblicata in 29 volumi, opera che gli diede notevole fama. Professore dell'Università di Mosca dal 1848, ne fu rettore dal 1871 al 1877, e membro dell'Accademia delle scienze di San Pietroburgo.
La sua opera è citata a più riprese nell'opera di Fëdor Dostoevskij, in particolare ne L'idiota.